# King: A Filmed Record... Montgomery to Memphis
King: De Montgomery a Memphis es un documental biográfico estadounidense de 1970 sobre Martin Luther King Jr. y su creación y liderazgo de la campaña pacifica por los derechos civiles y la justicia social y económica en el Movimiento por los Derechos Civiles. Utiliza solo el material original del noticiero y otros materiales primarios, sin barnizar ni retocar, y abarca el período que va desde el boicot de autobuses de Montgomery de 1955 y 1956 hasta su asesinato en 1968. Los segmentos originales del noticiero son enmarcados por los narradores famosos Harry Belafonte, Ruby Dee, Ben Gazzara, Charlton Heston, James Earl Jones, Burt Lancaster, Paul Newman, Anthony Quinn, Clarence Williams III y Joanne Woodward . La película fue producida por Ely Landau y dirigida por Sidney Lumet (el único documental que dirigió) y Joseph L. Mankiewicz. Richard J. Kaplan fue el productor asociado a cargo de la producción. 

## Historia
Cuando se estrenó por primera vez, se mostró en los cines como un evento "único" el 24 de marzo de 1970 por una sola noche. Fue nominado para los Premios Óscar. En 1999, esta película fue considerada "cultural, histórica o estéticamente significativa" por la Biblioteca del Congreso de los Estados Unidos y seleccionada para su conservación en su Registro Nacional de Películas. 
Después de su exhibición "única" se vio ocasionalmente en la televisión comercial (sin editar y con una interrupción limitada) y durante un breve período se publicó para vídeo doméstico en el sello Pacific Arts y fue distribuido al mercado educativo por Richard Kaplan Productions. Luego, durante muchos años, ya no estuvo disponible y fue raramente vista. Finalmente, en 2010 Richard Kaplan, que durante mucho tiempo había sentido que King debía ser visto por una nueva generación que solo lo conocía por su reputación, creó una empresa sin ánimo de lucro, A Filmed Record Inc. y produjo un DVD utilizando elementos maestros que había almacenado a lo largo de los años. A Filmed Record, Inc. lanzó el DVD y King volvió a estar disponible después de 40 años de ser una película "perdida". 
En 2012 A Filmed Record, Inc. (con la cooperación del patrimonio de Ely Landau, productor de la película original) firmó un acuerdo con Kino Lorber que les otorga derechos exclusivos en todo el mundo para distribuir King y hacer posible que sea vista por el mayor número posible de personas. Kino Lorber, Inc. en asociación con la Biblioteca del Congreso y con la cooperación del Museo de Arte Moderno, restauró y remasterizó el original permitiendo impresiones en 35 mm y puso la película a disposición en DVD y Blu-ray. Kino Lorber y Kaplan prepararon una conmemoración a nivel nacional del 50.º aniversario de la Marcha sobre Washington y del discurso "Tengo un sueño" de King, que se proyectó en el BAMcinématek de la Academia de Música de Brooklyn el 13 de agosto de 2013, seguido de una proyección en el Film Forum el 28 de agosto de 2013. Kino Lorber también está lanzando una campaña de divulgación educativa para ofrecer una versión abreviada de 24 minutos de la película, titulada Legacy of a Dream, a todas las escuelas secundarias de los Estados Unidos. 

## Crítica
... merece ser conocido como uno de los más grandes documentales de todos los tiempos
CriterionCast

Un pedazo de historia de inmenso poder
Los Angeles Times